# Municipalità locale di City of Motlosana
Motlosana è una municipalità locale (in inglese City of Motlosana Local Municipality) appartenente alla municipalità distrettuale di Dr Kenneth Kaunda della provincia del Nordovest in Sudafrica.
Il suo territorio si estende su una superficie di 3.561 km² ed è suddiviso in 31 circoscrizioni elettorali (wards). Il suo codice di distretto è NW403. Questa municipalità locale è anche chiamata City Council of Klerksdorp.

## Geografia fisica

### Confini
La municipalità locale di City of Motlosana confina a nord con quelle di Ditsobola (Ngaka Modiri Molema) e Ventersdorp, a est con quella di Tlokwe, a sud con quelle di Moqhaka (Fezile Dabi/Free State) e Nala (Lejweleputswa/Free State), a sudovest e a ovest con quella di Maquassy Hills e a ovest con quella di Tswaing (Ngaka Modiri Molema).

### Città e comuni
- Buffelsfontein
- City Council of Klerksdorp
- Dominionville
- Faan Meintjies Nature Reserve
- GTC Village
- Hartebeesfontein
- Hartebeestfontein
- Jouberton
- Kanana
- Khayalihle
- Khuma
- Klerksdorp
- Margaret Mine
- Orkney
- Paballong Village
- Stilfontein
- Stilfontein Gold Mine
- Tigane
- Vaal Reefs

### Fiumi
- Buisfonteinspruit
- Jagspruit
- Kaalspruit
- Klipspruit
- Matjiespruit
- Skoonspruit
- Taaibosspruit
- Vaal
- Vierfonteinspruit
- Ysterspruit

### Dighe
- Kafferkraal Dam